# Færøske øer
De færøske øer udgøres af 'egentlige øer' og 'småøer':

## Egentlige øer
| Navn        | Areal [km²] | Indbyggertal | Befolkningstæthed | Hovedbyer eller -bygder | Syssel (Distrikt) |
| ----------- | ----------- | ------------ | ----------------- | ----------------------- | ----------------- |
| Streymoy    | 373,5       | 22.450       | 60,1              | Tórshavn og Vestmanna   | Streymoy          |
| Eysturoy    | 286,3       | 10.726       | 37,5              | Fuglafjørður og Runavík | Eysturoy          |
| Vágar       | 177,6       | 3.064        | 17,3              | Miðvágur og Sørvágur    | Vágar             |
| Suðuroy     | 166,0       | 4.680        | 28,2              | Tvøroyri og Vágur       | Suðuroy           |
| Sandoy      | 112,1       | 1.283        | 11,4              | Sandur                  | Sandoy            |
| Borðoy      | 95,0        | 4.940        | 52,0              | Klaksvík                | Norðoyar          |
| Viðoy       | 41,0        | 596          | 14,5              | Viðareiði               | Norðoyar          |
| Kunoy       | 35,5        | 129          | 3,6               | Kunoy (bygd)            | Norðoyar          |
| Kalsoy      | 30,9        | 94           | 3,0               | Mikladalur og Húsar     | Norðoyar          |
| Svínoy      | 27,4        | 32           | 1,3               | Svínoy                  | Norðoyar          |
| Fugloy      | 11,0        | 38           | 3,5               | Kirkja                  | Norðoyar          |
| Nólsoy      | 10,3        | 235          | 22,8              | Nólsoy                  | Streymoy          |
| Mykines     | 10,3        | 14           | 1,4               | Mykines                 | Vágar             |
| Skúvoy      | 10,0        | 36           | 3,2               | Skúvoy                  | Sandoy            |
| Hestur      | 6,1         | 25           | 4,1               | Hestur                  | Streymoy          |
| Stóra Dímun | 2,7         | 8            | 3,0               | Dímun                   | Sandoy            |
| Koltur      | 2,5         | 1            | 0,4               | Koltur                  | Streymoy          |
| Lítla Dímun | 0,8         | 0            | 0,0               | –                       | Suðuroy           |
| I alt       | 1.396       | 48.351       | Ø 34,6            |                         |                   |

## Småøer
- Baglhólmur
- Gáshólmur
- Hovshólmur
- Hoyvíkshólmur
- Kirkjubøhólmur
- Lopranshólmur
- Mykineshólmur
- Sumbiarhólmur
- Tindhólmur
- Tjaldavíkshólmur
- Trøllhøvdi